# Commandement opérationnel ouest
Le commandement opérationnel ouest (en ukrainien : Оперативне командування «Захід», abrégé en ОК «Захід» ; numéro d'unité militaire А0796) est une structure militaire ukrainienne de l'armée de Terre ukrainienne créée en 1996.
Il dirige les unités présentes dans les oblasts de Volhynie, de Transcarpatie, d'Ivano-Frankivsk, de Lviv, de Rivne, de Ternopil, de Khmelnytskyï et de Tchernivtsi.

## Historique

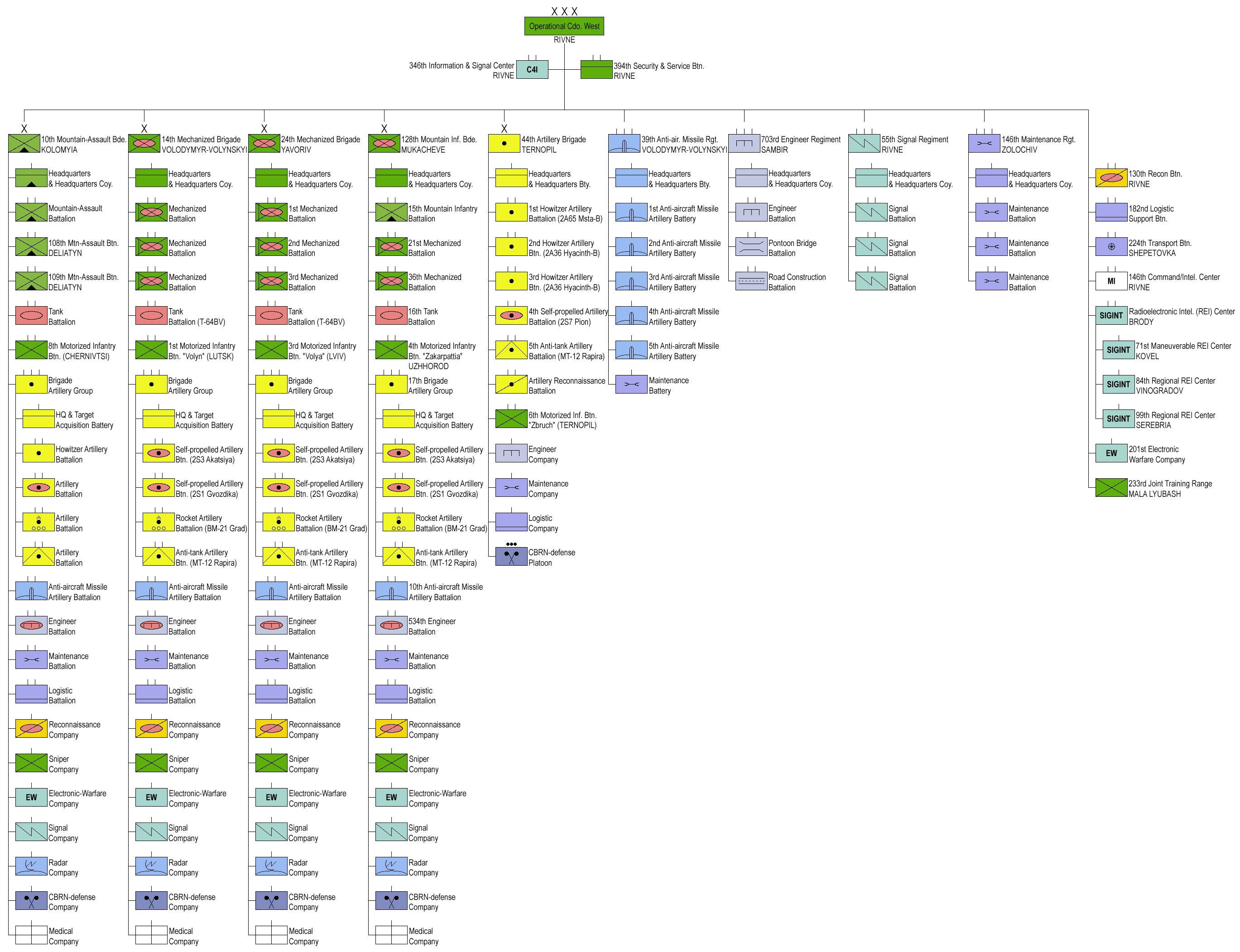
Structure en 2017.

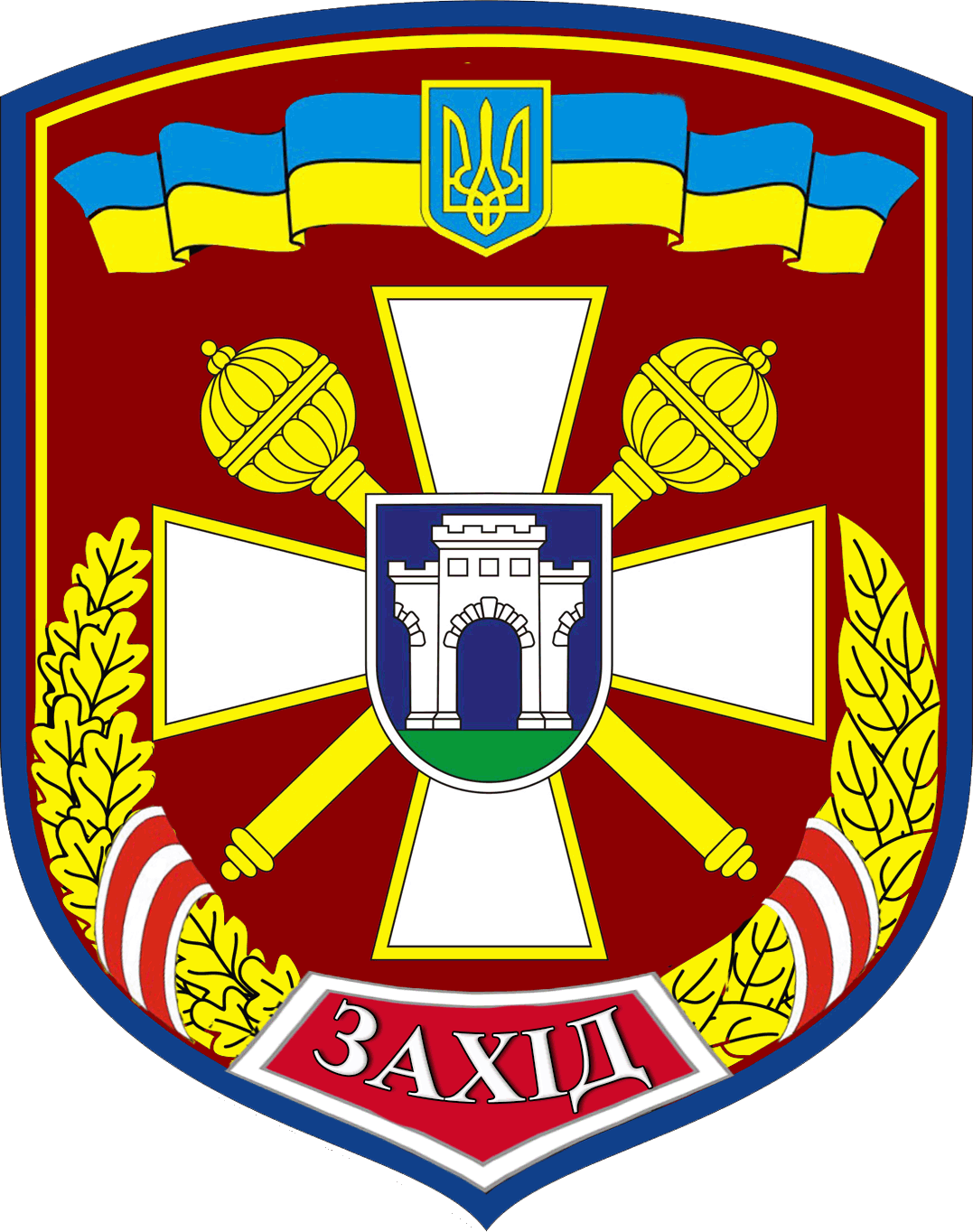
insigne (2015-2020).

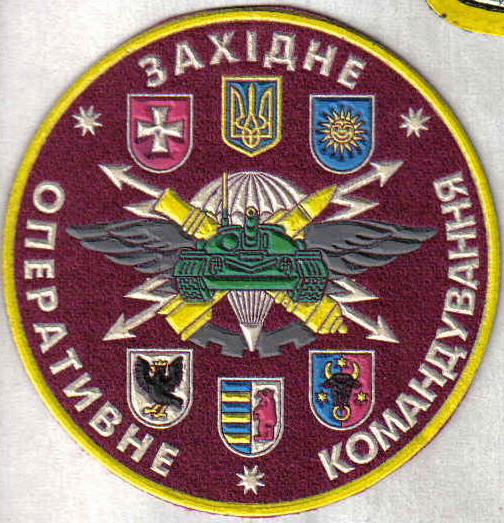
insigne d'épaule (2015-2020).

Le Commandement opérationnel nord est créé en 1998 à partir du district militaire des Carpates ; depuis 2021 Serhiy Litvinov, est à sa tête.

## Composition
En août 2023, il comprend :
- 10e brigade d'assaut de montagne, à Kolomya ;
- 14e brigade mécanisée, à Volodymyr ;
- 24e brigade mécanisée, à Yavoriv ;
- 65e brigade mécanisée, à Starychi ;
- 68e brigade de chasseurs, à Oujhorod ;
- 128e brigade d'assaut de montagne, à Moukatchevo ;
- 141e brigade d'infanterie, Oblast de Rivne ;
- 150e brigade mécanisée, Oblast de Volhynie ;
- 45e brigade d'artillerie, à Yavoriv ;
- 39e régiment antiaérien, à Volodymyr ;
- 650e bataillon de mitrailleuses antiaériennes ;
- 55e régiment de transmissions, à Rivne ;
- 130e bataillon de reconnaissance, à Rivne ;
- 703e régiment du génie, à Sambir ;
- 182e bataillon de soutien matériel, à Berejany ;
- 146e régiment de soutien et de réparation, à Zolotchiv ;
- 146e centre de commandement et de renseignement, à Rivne ;
- Centre régional de renseignement d'origine électromagnétique, à Brody

## Commandants
- 1992 : lieutenant-général Valeriy Stepanov
- 1993–1994 : colonel-général Vassyl Sobkov
- 1994–1998 : colonel-général Petro Chouliak
- 1998–1999 : colonel-général Serhiy Chernilevsky
- 2003–2004 : colonel-général Mykola Petrouk
- 2004–2010 : lieutenant-général Mykhaïlo Koutsyne
- 2010 : Viktor Yvanovitch
- 2010-2012 : Youri Doumanskiy
- 2015 - mars 2017 : major-général Ihor Dovhan
- mars 2017 - mars 2022 : major-général Oleksandr Pavliouk
- avril 2020 - août 2021 : major-général Serhiï Chaptala
- depuis août 2021 : major-général Serhiy Litvinov